# Jose María Asencio
Jose María Asencio Gallego (Alicante, 1988) es un magistrado, profesor universitario, consultor internacional, columnista, crítico y escritor español. Doctor honoris causa por la Universidad Nacional Hermilio Valdizán.
Es conocido por sus intervenciones en los medios de comunicación en defensa de los derechos fundamentales, contra las restricciones a la libertad de movimiento y de expresión durante la pandemia del Covid 19 y a favor de la legalización del cannabis. Aunque también destacan sus críticas de cine, literarias, teatrales y musicales en los citados medios y en revistas especializadas.

## Biografía
José María Asencio estudió Derecho en la Universidad de Alicante. En el año 2013 accedió por oposición a la Carrera Judicial.
Ha sido portavoz y coordinador de la asociación judicial Jueces para la Democracia de Cataluña y jefe del Área de Relaciones Externas e Institucionales de la Escuela Judicial del Consejo General del Poder Judicial y, en el ámbito de la consultoría y la cooperación internacional, ha trabajado para la reforma judicial en diversos países; entre ellos, Perú, Jordania o Turquía.
Doctor en Derecho por la Universidad de Salamanca y doctor honoris causa por la Universidad Nacional Hermilio Valdizán, ejerce de profesor de Derecho Penal, Procesal y Criminología en la Universidad de Barcelona, en la Universidad Autónoma de Barcelona, en la Universidad Abat Oliba CEU, en la Universidad de Alicante y en el Instituto de Seguridad Pública de Cataluña.
Colabora habitualmente con diversos medios de comunicación, tales como Diario 16, ABC, El Español, El Debate, Huffington Post, La Razón o Trece TV. Y, además, es columnista en varios diarios de Prensa Ibérica, entre los que destacan el Información de Alicante, el Córdoba o La Opinión de Málaga, y en Prensa Pitiusa, en el Periódico de Ibiza y Formentera.
En 2020 publicó la novela En busca de la irrealidad, editada en lengua castellana en España, Perú y El Salvador. Una historia ambientada en el barrio de El Raval de Barcelona, que reivindica su lugar en la historia y cultura de la ciudad.
En 2022, junto a otros juristas, como Baltasar Garzón o Manuela Carmena, participó en el libro solidario 101 relatos judiciales, cuyos beneficios se destinaron a las escuelas de Ucrania.
Muy vinculado al mundo de la música y, en general, de la cultura, participa regularmente en coloquios y conferencias junto a personalidades de la cultura tales como el cineasta Ventura Pons, el cantautor Lluís Llach, el escritor Juan Manuel de Prada o el filósofo Jordi Pigem, con quien grabó un programa de podcasts. 
Ha actuado como cantante, acompañado de la Orquesta Sinfónica de Alicante, en los conciertos homenaje al poeta Miguel Hernández, en el centenario de su nacimiento. Y es presidente de la peña de música barroca del Círculo del Liceo de Barcelona.

## Obras publicadas
Novelas
- En busca de la irrealidad (ECU, 2020). ISBN: 9788417924751.

Libros de relatos
- 101 relatos judiciales (en coautoría con otros juristas) (Editorial Vinatea, 2022). ISBN: 9788412613803.

Libros jurídicos
- Dimensión ética del Derecho Procesal (como coordinador, junto a David Vallespín Pérez) (Juruá. 2022). ISBN: 9789897128691.
- Delitos contra la libertad e indemnidad sexual (en coautoría con Ignacio González Vega) (Juruá, 2019). ISBN: 9789897125850.
- El derecho al silencio como manifestación del derecho de defensa (Tirant lo Blanch, 2017). ISBN: 9788491692218.
- Juicio oral en la Ley de Enjuiciamiento Criminal Española (Juruá, 2017). ISBN: 9789897124327.